# Oorlogstoerisme
Oorlogstoerisme is een soort toerisme naar of in een streek of stad waar een oorlog heeft plaatsgevonden. Oorlogstoerisme wordt geassocieerd met het bezoeken van oorlogsmusea, oorlogsmonumenten en militaire begraafplaatsen. Vooral de Eerste en Tweede Wereldoorlog zijn geliefd bij oorlogstoeristen. Sommige streken zoals Normandië en de Westhoek zijn zeer afhankelijk van het oorlogstoerisme.

## Oorlogstoerisme in België

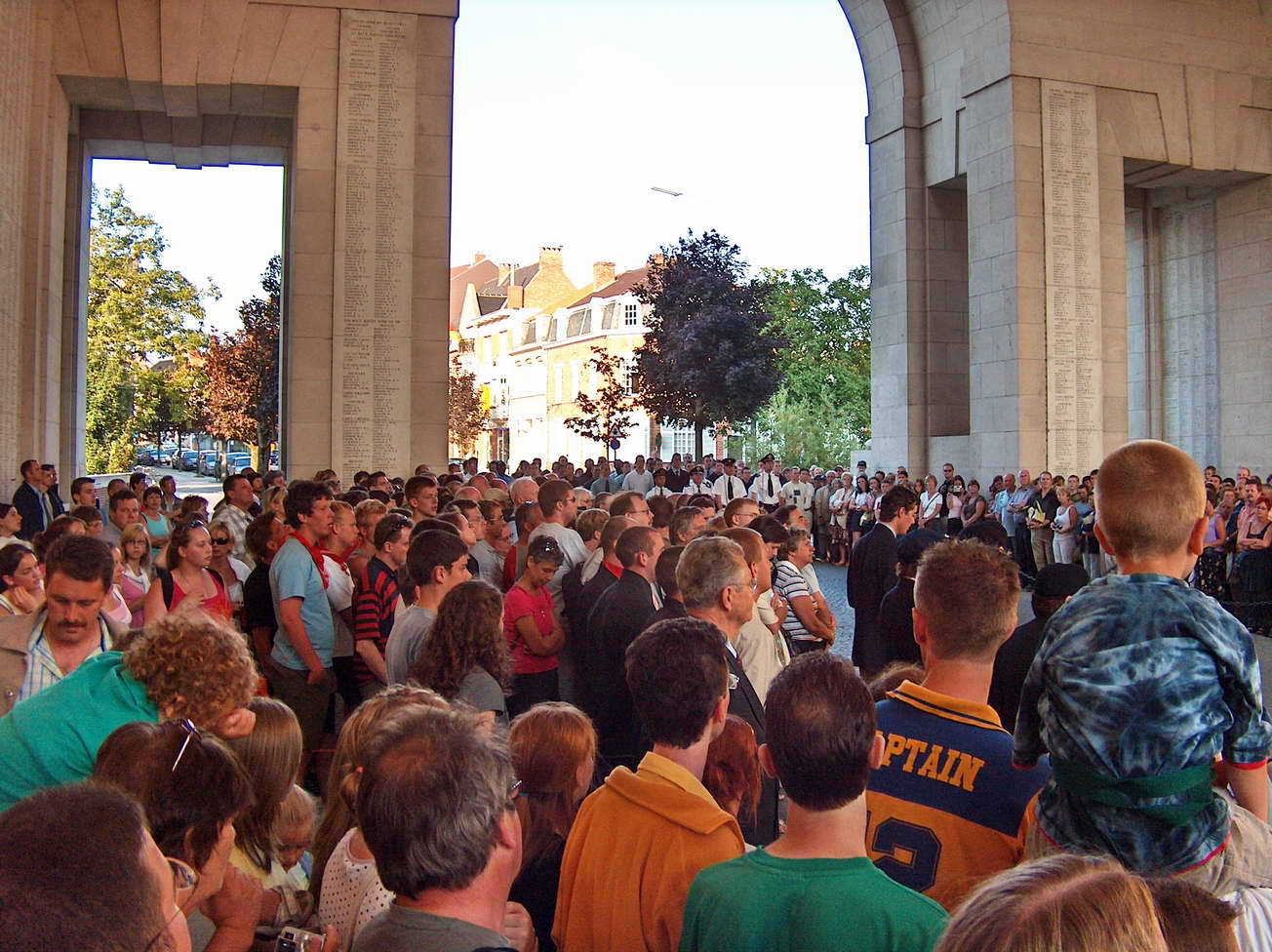
Bezoekers bij de dagelijkse Last Post bij de Menenpoort te Ieper

### Toerisme met betrekking tot de Eerste Wereldoorlog
De Eerste Wereldoorlog bracht, vooral na de Tweede Wereldoorlog, een groot aantal toeristen met zich mee. Vooral in de Westhoek was oorlogstoerisme alom tegenwoordig. Hier werd tijdens de Eerste Wereldoorlog gevochten om de IJzer, dit aan het IJzerfront. Aan beide zijden werden er begraafplaatsen aangelegd, die al dan niet in de Westhoek gelegen zijn. Zo zijn er van Geallieerde (ofwel de Entente) zijde het Tyne Cot Cemetery, de grootste Britse militaire begraafplaats op het Europese vasteland, Flanders Field American Cemetery and Memorial te Waregem en de Belgische Militaire Begraafplaats in De Panne die de grootste Belgische Militaire Begraafplaats (3152 graven) is. Van Duitse zijde zijn er Deutsche Soldatenfriedhöfe in Hooglede, Vladslo, Menen en Langemark.
Na de Eerste Wereldoorlog ontstonden ook oorlogsmusea die worden bezocht door toeristen en de plaatselijke bevolking. In Flanders Fields, het Lange Max Museum, de IJzertoren (die ook dienstdoet als vredesmonument) en de Dodengang zijn er enkele van.
Ook worden grote monumenten bezocht zoals het Koning Albert I-monument te Nieuwpoort, de Menenpoort in Ieper waar jaarlijks de 11 november-herdenking plaatsvindt en waar dagelijks om 20:00 de Last Post wordt geblazen en The Brooding Soldier bij Sint-Juliaan.

### Toerisme met betrekking tot de Tweede Wereldoorlog

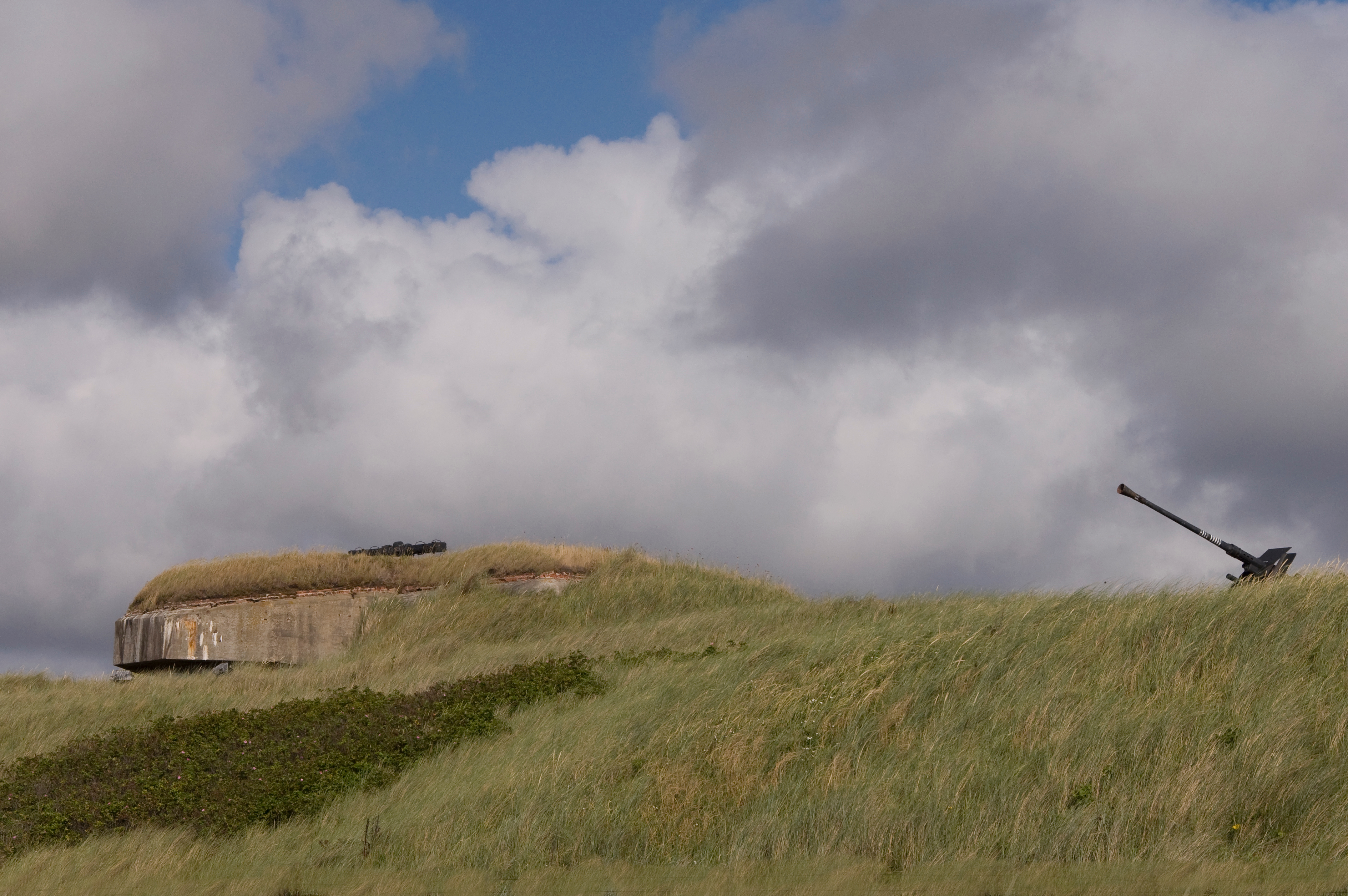
Het Openluchtmuseum Atlantikwall te Raversijde

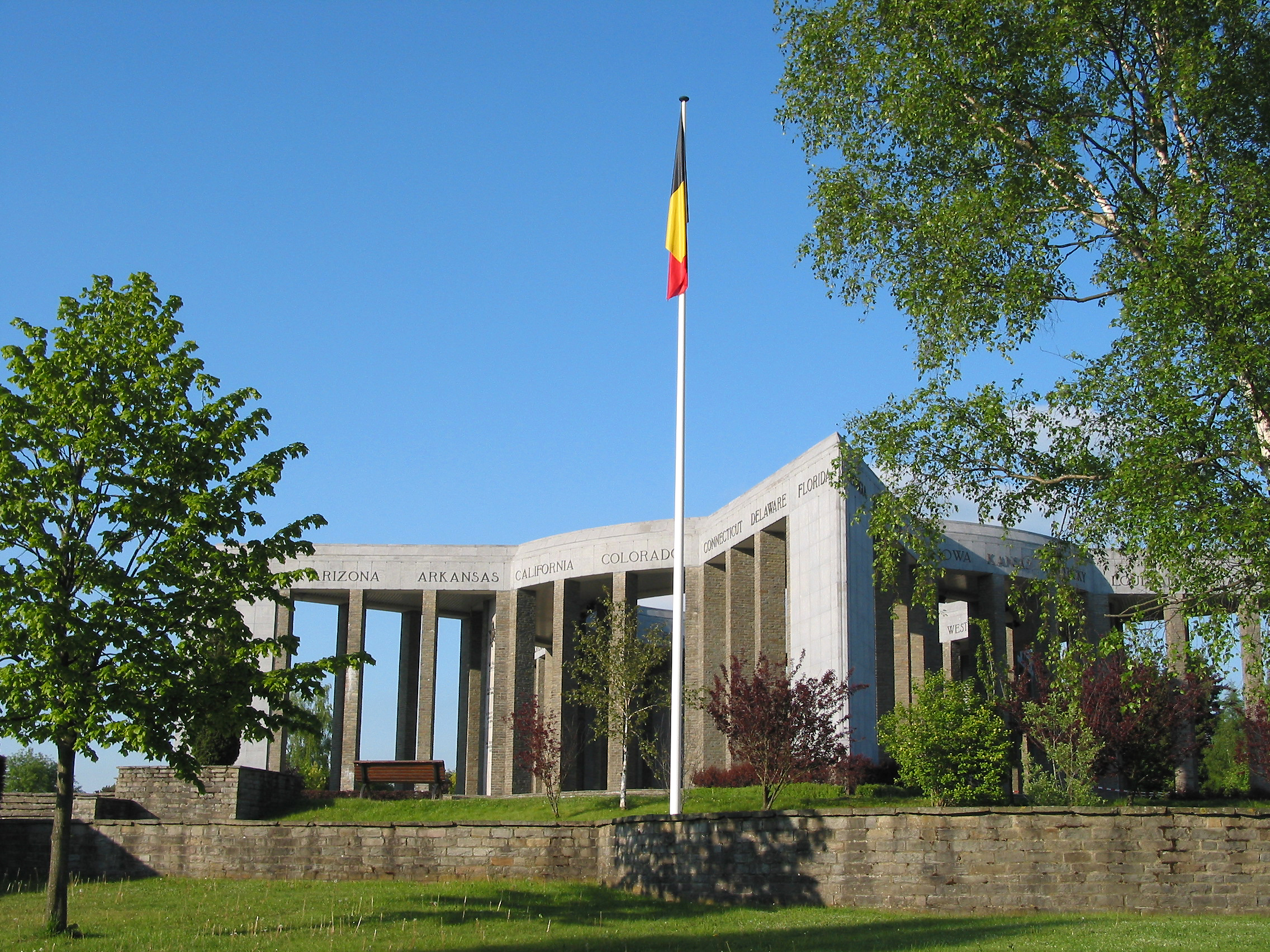
Het Mémorial du Mardasson te Bastogne

Ook de Tweede Wereldoorlog bracht oorlogstoerisme teweeg. Na de oorlog werden oorlogsmusea, monumenten en dergelijke opgericht. De meeste musea behandelen het thema bezetting en bevrijding. Er werden ook Geallieerde en Duitse militaire begraafplaatsen opgericht.
Bekende musea in verband met de Tweede Wereldoorlog zijn onder andere het Openluchtmuseum Atlantikwall dat ondergebracht is in Duitse bunkers die deel uitmaakten van de Atlantikwall, het Canada War Museum dat de bezetting en de Slag om de Schelde behandelt, het Fort Eben-Emael, het Fort van Breendonk en het Baugnez 44 Historical Center.
Ook werden er militaire begraafplaatsen aangelegd. De grootste en bekendste Duitse begraafplaats in België bevindt zich in Lommel. Alle Amerikaanse begraafplaatsen bevinden zich in het oostelijk deel van België, waaronder de begraafplaatsen te Henri-Chapelle en te Neupré. De grote begraafplaatsen van de Commonwealth bevinden zich te Adegem, Kasterlee en Oostende. Op sommige burgerlijke begraafplaatsen bevinden zich ook oorlogsgraven (meestal van de RAF) maar die zijn nauwelijks met toerisme gebonden.
De Tweede Wereldoorlog bracht ook de Holocaust met zich mee. In België werden plaatsen als het fort van Hoei dat dienstdeed als gevangenis voor politieke gevangen en leden van het verzet, alsmede het Fort van Breendonk en het Kamp Mechelen die door de Duitsers als doorgangskampen voor Joden werden gebruikt, in dienst genomen als museum.
Vergeleken met de Eerste Wereldoorlog werden er veel minder grote monumenten gebouwd. Een bekend monument is het Mémorial du Mardasson te Bastogne dat de gesneuvelden van de Slag om de Ardennen herdenkt.